# 笹子トンネル (中央本線)
笹子トンネル（ささごトンネル）は、東日本旅客鉄道（JR東日本）中央本線笹子駅 - 甲斐大和駅間にある、全長4,656 mの単線鉄道トンネルである。1903年（明治36年）2月1日に開通し、以来1931年（昭和6年）までは日本一長い鉄道トンネルであった。
本項では、1966年（昭和41年）12月12日に本区間の複線化・下り線専用化に伴い、並行して新設された上り線専用トンネル、新笹子トンネル（しんささごトンネル、全長4,670 m）についても述べる。

## 建設の背景
明治初期に東京と京都を結ぶ鉄道を計画するにあたって、東海道経由と中山道経由を比較し、海岸沿いは船の便があって競合するのに対して、内陸は交通が不便であり鉄道が地域の発展に資することができる、との理由で1883年（明治16年）に中山道経由が決定された。これにより長野県の諏訪湖周辺の生糸生産地帯にも鉄道が通る予定となり、地元からは期待が持たれていた。しかし実際にこの経路に着工すると、峻険な山岳地帯を建設するのには膨大な費用がかかることが判明し、1886年（明治19年）に東西を結ぶ鉄道は東海道経由に変更され、中山道経由の鉄道は実現しなかった。このため諏訪湖周辺では別途鉄道を実現したいとの希望が高まっていた。
こうした地元の生糸関連業者に東京や横浜の大資本家が加わって1887年（明治20年）に計画されたのが、静岡県の御殿場から甲府を経て松本へ至る甲信鉄道であった。当時新進の技術者である佐分利一嗣を雇って調査させた甲府から御殿場へ至る経路は、甲府から市川大門付近まで南下しそこから芦川に沿って東進し、ケーブルで車両を牽引するインクラインを設置して精進湖へ出て、籠坂峠を越えて御殿場に至るものであった。しかしこれは鉄道局から技術的に困難であるとされ、甲府 - 松本間のみが免許されることになり、さらに再検討を行っているうちに国有鉄道による中央本線計画が開始されたこともあり、計画を放棄して1893年（明治26年）に免許状返納を命じられた。
また甲州街道に沿って東京と直結する鉄道を主張する一派もあり、雨宮敬次郎らは八王子 - 甲府間を結ぶ山梨鉄道を1889年（明治22年）に出願した。これは甲信鉄道の計画では甲府盆地東部に益がないことを考慮してのものであった。しかし、先願の甲信鉄道が御殿場起点を八王子起点に改める可能性があるとして、この計画は却下された。この計画は後の中央本線にほぼ沿うものとなっており、笹子峠を越える予定とされていた。最急勾配は22.7パーミルでトンネルの長さは約2 kmとされていたが、これが本当に可能であったかは疑問視されている。
一方、西南戦争に伴う軍事輸送などで鉄道の威力を認識した大日本帝国陸軍は1887年（明治20年）、当時の参謀本部長有栖川宮熾仁親王からの建議案において、海岸近くに敷設する鉄道は海上の敵からの攻撃を受けて破壊されやすく防備上不利であり、内陸を貫通する鉄道が必要であると主張した。
こうした事情もあり、鉄道局長官井上勝も1891年（明治24年）の「鉄道建設ニ関スル議」という建白書で、山梨・長野の物産輸送に資して、経済的にも利点があることに軍事上の利点を加えて、東京と名古屋を結ぶ鉄道の建設に直ちに着手する必要があると指摘した。
1892年（明治25年）6月に鉄道敷設法が帝国議会で成立し、その筆頭に「神奈川県下八王子若ハ静岡県下御殿場ヨリ山梨県下甲府及長野県下諏訪ヲ経テ伊那郡若ハ西筑摩郡ヨリ愛知県下名古屋ニ至ル鉄道」が挙げられた。その後比較路線の検討が行われ、八王子を起点とする経路が1894年（明治27年）の第6回帝国議会において承認を受けた。
笹子峠周辺の経路についても、複数案が検討されていた。笹子からそのまま西進して摺針峠（原文では摺張山脈と記載）を越えて黒駒、石和を通るものがあり、全長14マイルに及ぶアプト式のラック式鉄道が必要とされた。また、大月から南下して吉田を経て河口湖へ出て、御坂峠（八町峠）を越えて、藤の木・黒駒・石和と通る経路もあったが、距離が伸びて建設費も増加するため採用されなかった。こうして笹子峠を通過するルートが採用されることになった。

## 笹子トンネルの建設

### 測量と経路の選択
鉄道敷設法により中央本線の建設が決定した後、八王子起点か御殿場起点かを決定するための実測が1893年（明治26年）に行われた際には、笹子峠を15分の1（66.7パーミル）勾配のアプト式ラック鉄道で越える計画となっていた。しかし、その輸送力の小ささに陸軍が難色を示し、翌1894年（明治27年）に再度の測量が行われ、通常の粘着式鉄道により勾配を30分の1（33.3パーミル）とした線および40分の1（25パーミル）とした線の2案が作られ比較された。15分の1線に対し、30分の1線は1マイル19チェーン（約2.0 km）、40分の1線は2マイル54チェーン（約4.3 km）長く、笹子トンネルの長さはそれぞれ10,560フィート（約3,219 m）、15,576フィート（約4,748 m）と見積もられた。この区間全体に対する工費見積もりはそれぞれ513万8974円、617万9761円で、うちトンネルの工費見積もりはそれぞれ158万4000円、272万5800円とされた。このように40分の1線の方が工費は高額であったが、その差は少ないと判断され、またより線形に優れた線路を建設できるといった理由から、最終的には40分の1線が採用されることになった。なお、これにより選択されたトンネルは、厳密には笹子峠ではなく米澤峠の下を通ることになった。
笹子トンネルは中央東線の中でももっとも難工事が見込まれ、およそ8年の工期が予定されていた。このため中央東線全体を早く開通させるためになるべく早く着工する必要があり、1896年（明治29年）5月に八王子に建設工事の事務所が設置されると、すぐに路線建設のための詳細な測量を開始した。6月上旬に笹子峠の三角測量および水準測量が開始され、10月下旬に終了した。この際には雲や霧で見通しが遮られて大変な苦労をしたとされる。笹子側および初鹿野側に基線を設け、峠の上に設置した三角点との間での三角測量を実施した。トランシットは当初測定精度が1分角のものしかなく、しかも古かったために苦労することになった。三角測量との検測を行うために定規を使った測量も行われ、梯子を掛けたり縄を垂らしたりして断崖をよじ登りながら測定が行われ、結果として三角測量との差は小さかったことから三角測量の値が採用された。水準測量については甲州街道に沿って測量を行い高低差を確定した。その後、トンネルの向きに少し変更が必要とされることになったため、12月に改測を行って最終確定とした。この改測では当時最新のトランシットを導入して20秒角まで測定できるようになり、精度が改善された。

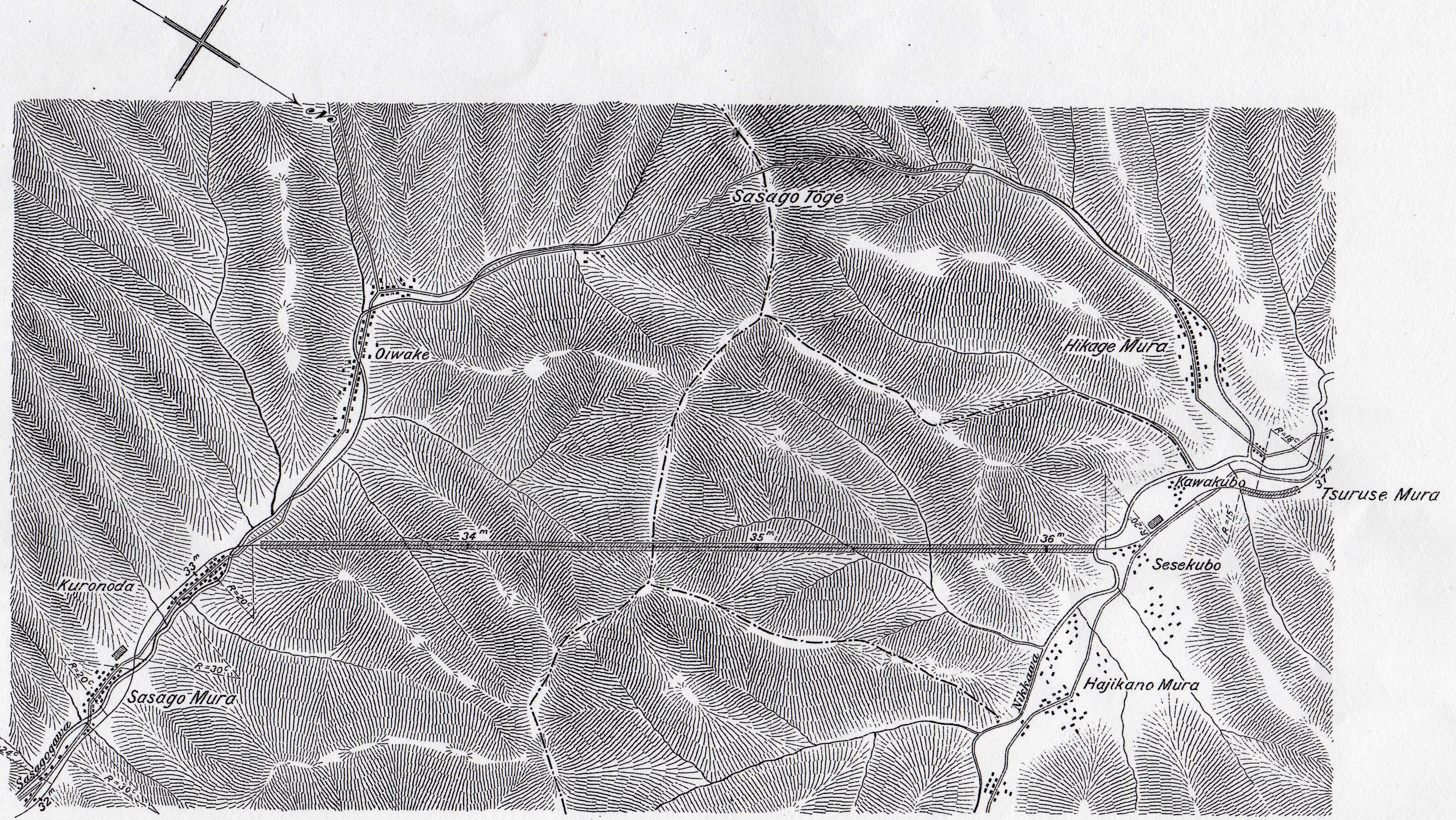
決定された笹子トンネルの経路図

最終的に確定したトンネルは、北都留郡笹子村字黒野田に東側坑口を設け、東八代郡日影村を通って東山梨郡初鹿野村に西側坑口を設ける経路となった。東側坑口は笹子川の峡谷のほぼ終点にあり両側とも山に囲まれた地形で、西側坑口は日川の断崖に面した位置にある。線形は、両側坑口の外に半径20チェーン（約400 m）の曲線があるもののトンネル内は完全な一直線で、山脈をほぼ直角に横断することからトンネルを最短距離に抑えられている。方角は真南から東側へ35度 - 真北から西側へ35度の線である。キロ程では八王子起点33マイル20チェーン50リンク（約53.2 km）から36マイル11チェーン50リンク（約57.8 km）の延長2マイル71チェーン（約4,647.2 m）となり、また標高は両側坑口で2044.05フィート（約623.0 m）、トンネル内の勾配は800分の1（1.25パーミル）で最高点標高が2053.58フィート（約625.9 m）となった。
当初の概算予算に対してより詳細な見積もりを行う際には、この規模のトンネルの前例がないためその根拠に苦労することになった。結局、通常のトンネルの倍を要するものとして1フィート（約30 cm）あたり250円（うち工費150円、材料費100円）とし、総予算は383万円と見積もられた。

### 地質
笹子トンネルでは、建設に際して地質学者の協力を得て地質調査を行ったことも特徴で、以後も地質調査を事前に行うことが定例となった。トンネルを掘る部分の地質はほぼ全山で類似すると推定されたが、おおむね南西から北東に下降する形の地層となっており、笹子側は粘板岩や砂岩が主体で、初鹿野側は石英閃緑岩が露出するがその層は薄いとされた。仮にトンネルの位置が1マイルでも東か西へずれていた場合、ほとんどの区間で硬い花崗岩に遭遇して難工事となっていたことが予想され、偶然ではあるがトンネルを掘りやすい良好な地質の場所が選ばれたことになる。

### 資材の運搬・供給
工事に使用する資材は、一部は現場付近で調達できるものがあったが、爆薬・セメント・鋼材・石炭などは遠隔地から輸送しなければならず、峻険な山を越えるか急流を遡っての輸送は大変な困難が伴った。資材輸送の遅延により工事の進行に支障をきたすことも多く、輸送費も嵩んだ。
東側坑口へは2通りの輸送経路があり、八王子から小仏峠を越えて17里（約66.8 km）の距離を輸送するか、東海道本線御殿場駅から篭坂峠を越えて17里の距離を輸送するものであった。いずれも雨の降った後は泥濘と化す道で困難が多く、発送から現地への到着まで1か月を要するほどであった。1902年（明治35年）になり工事列車の運転区間が伸びてくるとそれに頼るようになったが、これによる輸送は結局一部のみであった。西口へは東海道本線岩淵駅（現：富士川駅）から富士川を遡り鰍沢に揚陸し、甲府、勝沼を経て輸送した。鶴瀬村（現：甲州市大和町鶴瀬）から先は車馬の通れる道がないため、1マイル27チェーン（約2,140 m）の馬力牽引の資材運搬線路を敷設した。こちらもやはり発送から1か月ほどかかる道のりであった。
トンネルの覆工に用いる煉瓦は、基本的に現地で調達された。必要とされる量が多く重いため遠距離の輸送は高くつくからである。東口では黒野田と初狩に製造所を置いたが、良質の粘土が手に入らないため深谷産（日本煉瓦製造）のものに比べて品質は劣った。後に工事列車が猿橋駅まで運転できるようになると深谷産のものも一部使用されたが、その割合は少なかった。西口については駒飼・小佐手での製造の他山梨煉瓦製造製のものを使用し、これは東口よりは品質がよかったが、それでも深谷産ほどのものほどではなかった。石材と砂は坑口の近くで採集することができ、輸送の必要はなかった。支保工やセントル材（覆工を施工する際の型枠）に使用する木材は主にマツが用いられ、東口では初狩村や広里村から調達された。西口では近くに適当な松林がなく、北巨摩郡方面もしくは東口側から笹子峠を越えて輸送したため、費用が高くついた。この他、現地に設置した蒸気機関の運転の燃料には付近の森林から調達した薪を用いていた。

### 建設工事
中央東線の八王子 - 甲府間は全部で21の工区に分割して工事が行われ、多くの工区は請負によることにしたが、途中の難工事が予想される区間は一定の条件に基づく請負が難しかったこともあり、その前後の区間や付帯工事を含めて直営で工事を行うことになった。笹子トンネルは第16工区に属していたが、やはり難工事が予想されたことからこのトンネルと前後の区間のみ直営工事とされた。八王子に出張所を設置して以来、技師の古川阪次郎が所長を務め工事全般の監督を行ったが、笹子トンネルに関しては勝沼に派出所が置かれ、当初は岡村初之助が、1897年（明治30年）10月から小川東吾が、1899年（明治32年）3月から岸金三郎が工事の監督を務めた。1902年（明治35年）4月からは勝沼派出所が廃止されて八王子出張所直轄となった。現場監督は山本信要が務めた。
1896年（明治29年）12月9日に着工した。東側坑口は笹子川から坑口に至るまで約5チェーン（約100 m）を切土とする工事から始め、12月22日に本坑掘削に着手した。一方の西側坑口では、日川の断崖に面していてそのままでは掘削ができないため、12月9日より本坑に取り付くための横坑の掘削に着手した。この横坑は下り列車に対して左側（西側坑口を外から見ると右側）にあり、本坑と42度55分の角度で全長172フィート5インチ（約52.6 m）を掘削して1897年（明治30年）1月15日に本坑に到達し、そこから西側坑口へ222フィート（67.7 m）戻って2月29日に日川の断崖へ到達した。これ以外には斜坑や立坑を用いて取り付くのに適当な谷筋などがなかったため、両側からの掘削のみに頼って工事が行われた。
工事は頂設導坑を先進するという日本式の建設工法が採られた。これは、最初に掘る導坑をトンネルの天井付近に位置させ、そこから下へ向かって切り広げていくものであった。当時一般的には底設導坑先進が採られており、この方法だとずりの積み込みや運搬が容易であるという利点があるのに対して、頂設導坑先進ではその利点がないばかりか、下へ向かって切り広げを行うたびにずり輸送のトロッコの線路を敷き直さなければならないという欠点があった。これにもかかわらず頂設導坑先進を採用した理由は明確にはなっていない。まず天井付近の中央に導坑を掘り、その後第1切り広げとして両側へ広げ、第2切り広げで中段まで全体を掘り下げ、第3切り広げで底部中央を掘り、その後排水溝を中央に掘削した後、第4切り広げで底部両側面へ掘るという順序で工事が行われた。その後、排水溝部分の煉瓦や石畳を構築し、側壁の煉瓦積みを行い最後に上部のアーチの覆工を行った。
掘削は、1フィートから2フィート程度の穴を掘ってそこにダイナマイトを詰め、発破を行って岩石を破砕していく方法が採られた。ダイナマイトを詰める穴の掘削は当初は手掘りで、後に削岩機を導入したがほぼ導坑のみに使用し、その後の切り広げは依然として手作業に頼っていた。
坑内における作業員の避難所として、マンホールを2チェーン（約40 m）おきに合計115か所、下り列車に対して本線左側に設置した。また両側坑口から3,100フィート（約945 m）、5,600フィート（約1,707 m）、および中央点の合計5か所は大マンホールとした。工事中は監督員の仮詰所を設置したり、工事資材の倉庫として利用したりした。また将来的に複線化を行う際には、これらのマンホールのうち12か所から横坑を掘削して同時に着手することで、工期を2年程度に短縮することも考えられていたが、後年の新笹子トンネル建設（後述）時には、列車本数の増大によりマンホールからの工事は行われなかった。
工事中、1897年（明治30年）7月から8月にかけて山梨県内において赤痢が流行し、特に笹子側にあたる北都留郡の流行は激しかった。感染予防のために工事を中止するといったことはなかったが、それでも一時的に作業員の数が減少して工事の進捗に影響が出た。また1898年（明治31年）には不況の影響で予算が減額され、導坑から第3切り広げまでの工事のみを行って第4切り広げおよび覆工の工事は中断することになった。翌1899年（明治32年）には状況が回復して第4切り広げ以降の作業の進行改善に努めたが、この遅れにより多少の重複作業が発生するなど、作業効率に影響を及ぼした。

### 機械力の導入

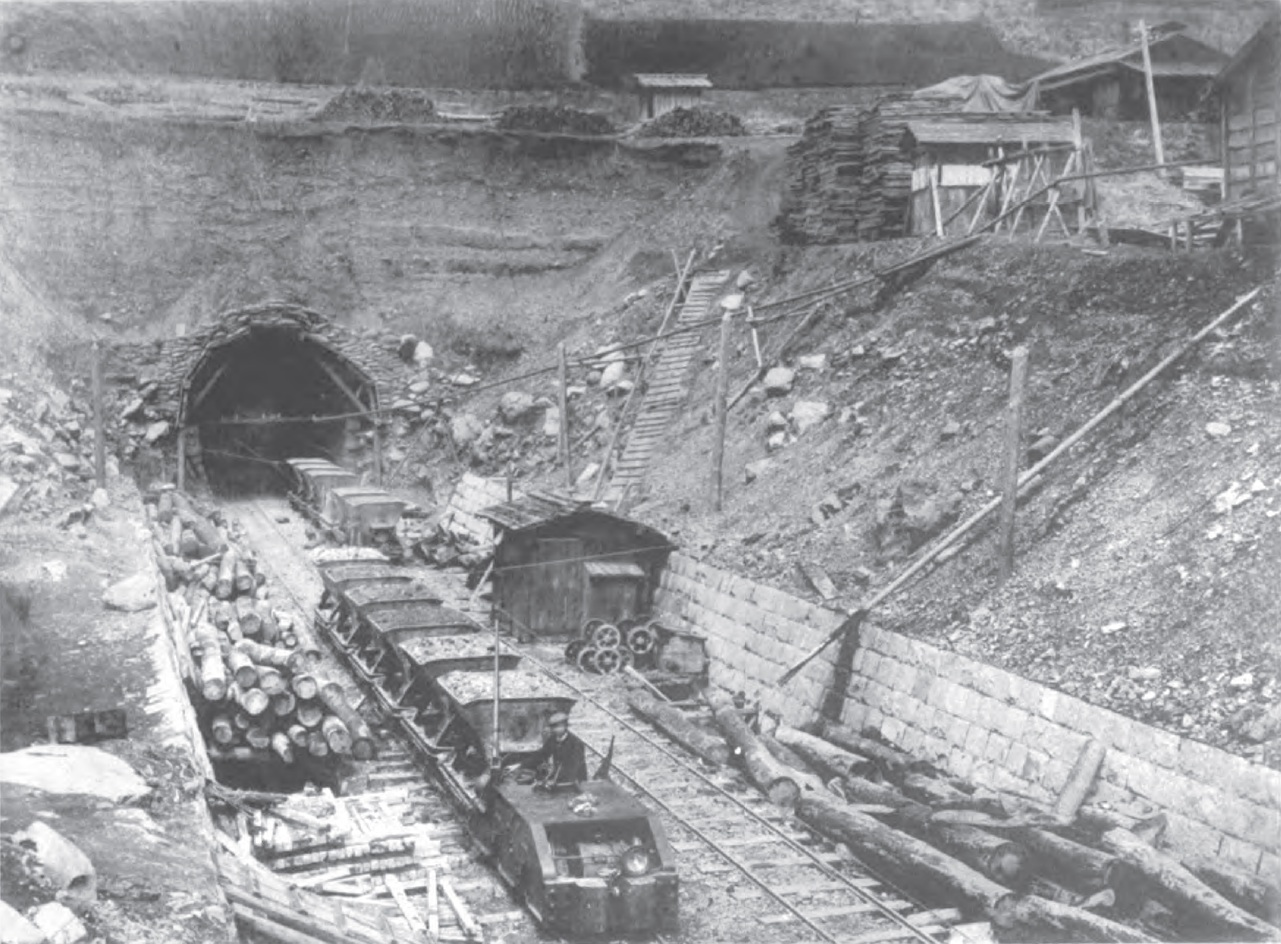
東口で運転された資材輸送電気機関車

笹子トンネルの工事では、古川阪次郎の指揮により次々に新技術（一部は日本初採用）が導入されたことも特徴となっている。
まず削岩機の運転を、西側坑口では1897年（明治30年）9月12日から、東側坑口では10月30日から開始した。削岩機は北陸本線柳ヶ瀬トンネル（1,352 m）の工事で初めて日本に導入されたもので、この時点での前例はあまり多くなかったが、中央東線全体の開通時期を左右する重要な工事であり、特に硬い岩では手作業より効率に優れるのは明白であったため導入が決定された。当初は作業員が不慣れで手間取ることもあったが、熟練するにつれて改善され、効率向上に大きな力を発揮した。
この削岩機は、坑外に設置した蒸気機関によって空気圧縮機を運転し、圧縮空気を鉄管で坑内に送ってその圧力により動作する仕組みになっていた。長いトンネルでは換気の問題が常に生じ、特に坑口付近に切土区間があって換気条件が悪い東口においては唐箕を用いて送風を試みるほどであったが、この圧縮空気で動作する削岩機は使用後の空気がそのまま坑内に排出されるため、換気の効果も期待された。このため、1898年（明治31年）の予算削減で経費不足により削岩機の使用を一時中断した際も、送風のみは続行された。設置されたボイラーは東西とも伝熱面積160平方フィート（約14.9平方メートル）、圧力80psi（約550 kPa、約5.5気圧）の公称16馬力のもので、1900年（明治33年）8月には小仏トンネルで使用されていた同一仕様のボイラーが東側坑口に増設されて2台となった。また西側坑口では1900年（明治33年）9月から、従来の蒸気機関に代わって電力を利用してウェスティングハウス・エレクトリック製の直流100 V40馬力電動機を運転して空気圧縮機を駆動するようになり良好な結果を得た。削岩機は当初切り広げにも投入されたが、最も掘削が困難で全体の進行に影響を与えるのは導坑掘削であったため、最終的にすべて導坑掘削のみに投入された。当初は東西それぞれ3台ずつ使用したが、常時2台を使用している状況で不足が感じられたため、輸入品を基に国内で7台を模造し、さらに1台を別途導入して、最終的に東西7台ずつの合計14台が使用された。
通信手段も用意され、1897年（明治30年）10月には八王子 - 黒野田 - 初鹿野 - 勝沼を結ぶ電信が開通し、資材の輸送計画などに用いられた。1899年（明治32年）になり電力が得られるようになると、発電所・工事事務所・坑内の大マンホールを結んで電話が設置された。これにより、それまで工事計画や材料の輸送などの伝達は徒歩で往復2時間もかかかっていたが、電話の開通によって大幅に作業効率が改善された。
坑内では、当初カンテラが照明に用いられており、そこから発せられる一酸化炭素等の有害物質によって空気が汚染されていた。これに、作業員の呼気に含まれる二酸化炭素が加わり、人数が増加すると坑内の空気はますます汚染されて作業効率が極めて悪く、作業員の体調をも害するようになっていた。その後、削岩機の運転に伴って換気を行うようになり、坑内環境はやや改善されたが、さらなる改善のためにカンテラを廃して電灯を導入することになった。日本でトンネル工事に電灯を利用したのも笹子トンネルが初めてであり、これによって坑内環境および作業効率に大幅な改善が見られたという。
東側坑口では1899年（明治32年）6月に電灯設備を起工し、同年11月から使用を開始した。電力は坑口の200間（約364 m）上流の笹子川に堰堤と水門を設置して取水し、173間（約315 m）の水路を流れて鉄管に入り水車を駆動する水力発電によって供給されていた。水車はジョンスバートン製の横軸ダブルディスチャージヴォルテックスタービンで20馬力、落差32フィート（約9.8 m）、毎分235回転のもので、発電機は三吉商会製125 V・120 A・15 kWの直流発電機であった。それでも電力が不足してくると小仏トンネルで使用していた水力発電機が移設され、1901年（明治34年）6月14日に運転を開始した。こちらも水車はジョンスバートン製横軸ダブルディスチャージヴォルテックスタービンで15馬力、落差32フィート、毎分185回転で、発電機は石川島造船所製125 V・60 Aの直流発電機であった。最終的に坑内外あわせて276個の電灯を点灯した。
西側坑口では1899年（明治32年）10月に起工し1900年（明治33年）6月23日から電灯の使用を開始した。坑口から20チェーン（約400 m）上流の日川に堰堤を設置して取水し、12チェーン50リンク（約250 m）の水路を導水した。水車はジェームスレッフェル製横軸シングルディスチャージタービンで68馬力、落差50フィート（約15 m）、毎分557回転のもので、発電機はウェスティングハウス・エレクトリック製125 V・450 A・56.25 kWのものを設置した。これにより最大で273個の電灯を点灯した。これらの電灯の設備により空気の汚染を軽減しただけではなく、明るい光量を得て作業能率を大いに改善する効果があった。
また、掘削した岩石のずりを運びだし、必要とされる資材を坑内へ運び込む作業も重要であった。ずりに関しては、トンネル坑口の外における路線の盛土用に多くを転用したが、最大で1マイル（約1.6 km）以上も先まで土砂を捨てに行く必要があり、坑内から合わせると最大3マイル（約4.8 km）もの運搬距離となっていた。このため線路を敷設してトロッコでの運搬に切り替え、1ヤード当たり20ポンド（約10 kg/m）のレールを用い、坑内上段では軌間2フィート（約609 mm）、下段では3フィート（約914 mm）とした。当初は人力で運搬していたが、東側坑口では1900年（明治33年）2月から水力発電の電力を利用して電気機関車の運転を開始した。また、西側坑口では1898年（明治31年）7月に馬が導入され、さらに1901年（明治34年）1月には牛に変更された。牛馬の力は電気機関車には劣ったが、人力よりははるかに優れていたという。
笹子トンネル東口で運転された電気機関車は、国鉄の記述した資料などでは日本初であるとするものがあるが、実際には足尾銅山などで使用の先例があると指摘されている。導入にあたっては軌間を30インチ（762 mm）に変更している。電力は別途水力発電所を建設してやはり笹子川の上流から導水し、水車はジェームスレッフェル製横軸ダブルディスチャージタービン46.5馬力、落差80フィート（約24 m）、毎分900回転のものを、発電機はゼネラル・エレクトリック製550 V・90 A・45 kWのものを設置した。これを架空式の電車線に送電し、電気機関車はボールドウィン・ロコモティブ・ワークスおよびウェスティングハウス・エレクトリック製の2軸12トン15馬力の鉱山用機関車を導入した。貨車はアルトゥル・コッペル製のものであった。
電気鉄道導入の効果は大きく、坑内の空気を汚染しないばかりか、それまでずりが坑内に溜まりがちで工事に支障をきたすことがあったのが一掃され、逆に運ぶものがないと掘削を催促されるほどであった。材料の運搬にも便利で不要な資材を坑内に保管する必要が無くなり、現場の整理整頓が進んだ。また作業員の出入りにおいても便乗することができたため、労力の軽減につながった。

### 完成

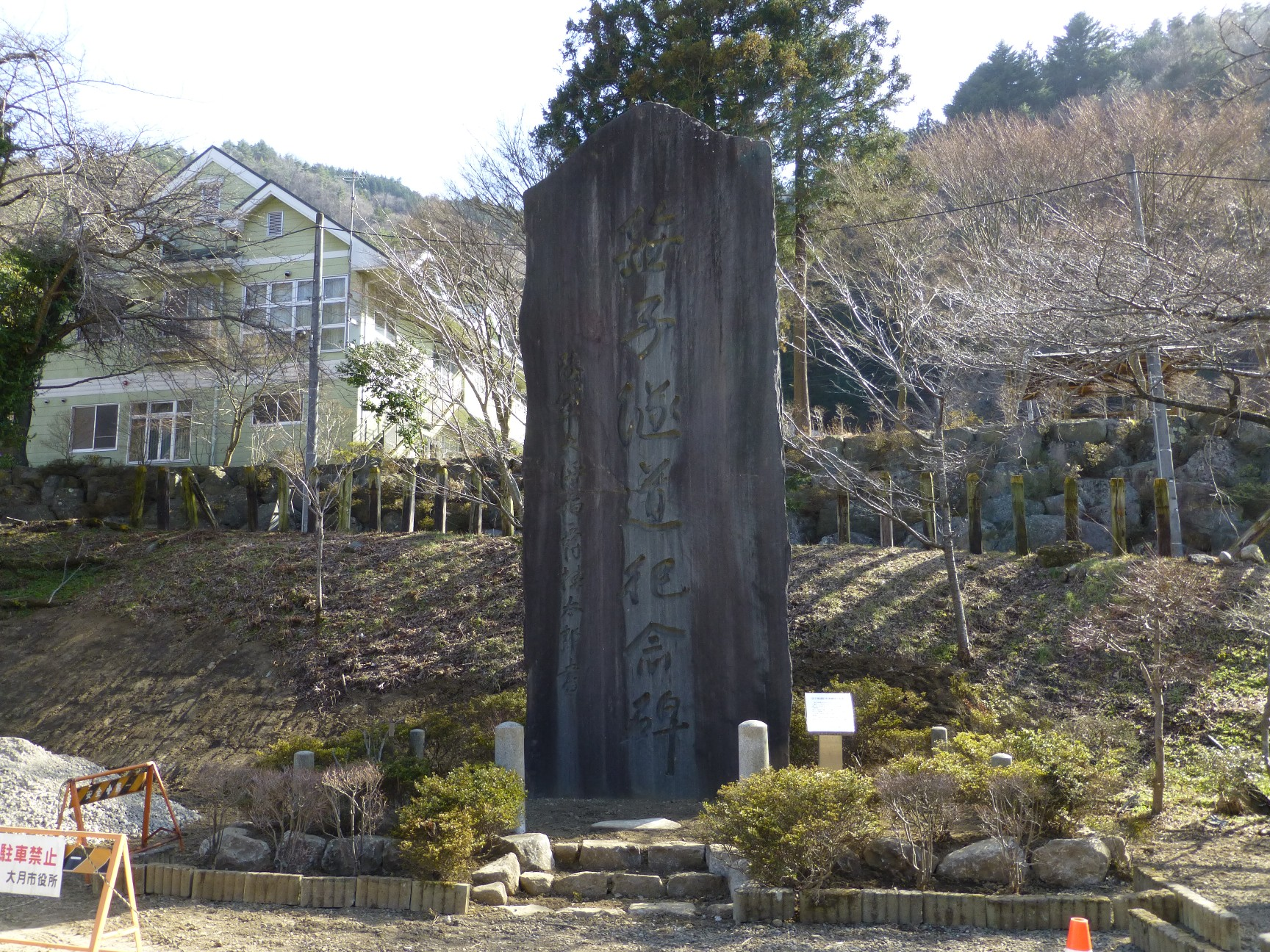
笹子隧道記念碑

1902年（明治35年）7月6日、導坑が貫通した。貫通点での誤差は、中心線が4インチ8分の3（約11.1 cm）横にずれ、東側坑口側から掘ってきた方が北東側にずれていた。また高低差は1寸4分（約4.2 cm）であった。全長は三角測量の値より6リンク（約1.2 m）伸びていた。これらの誤差は、その後の切り広げや覆工の際に調整してトンネルを完成させた。7月12日には東西両口において関係者を招いて貫通祝賀会を行っている。覆工巻き立ては10月12日に完成し、排水溝の蓋の取り付けも11月5日に完了してすべての工事が完成した。そして、1903年（明治36年）2月1日に開通した。
掘削した土砂の量は21,511.71立坪（約129,307立方メートル）、使用した煉瓦は12,407,554本に及んだ。当初の予算は383万円と見積もられていたが、実際には工費・材料費などを合計して217万7204円50銭と、ほぼ3分の2の費用に抑えられた。なお、これはトンネル前後の区間を含んでいるため、トンネルそのものにかかった費用は191万7524円50銭とされる。トンネルの費用のうち、長さに関係せず発生する坑門の費用などを除いたものを1フィートあたりに換算すると、142円49銭であった。これは清水トンネル（同350円）や丹那トンネル（同1,000円）と比べても非常に安価であった。作業に従事した人員は延べ1,958,377人で、工事中の死者は5名であった。当初工期8年と見積もられていたところを6年で完成させており、これが工費の削減に大きく貢献したものと考えられる。
当初は八王子起点33マイル20チェーン50リンク（約53.2 km）から36マイル11チェーン50リンク（約57.8 km）の延長2マイル71チェーン（約4,647.2 m）と計画されていたが、坑門を建設する際に周辺の地形の都合から東口を八王子起点33マイル20チェーン20リンク（約53.2 km）、西口を36マイル11チェーン65リンク（約57.8 km）の位置に設置することになり、総延長は2マイル71チェーン45リンク（約4,656 m）となり、さらに実測の結果2マイル71チェーン51リンク（15,279.66フィート、4,657.2 m）と確定した。
両坑口には扁額が掲げられることとなったが、起点（笹子）方は開通当時の枢密院議長伊藤博文による「因地利」、終点（甲斐大和）方には山縣有朋による「代天工」がそれぞれ掲げられた（実際はどちらも右書き）。また、起点方坑門の柱部には工事関係者14名の名前を記したプレートがはめ込まれている。1905年（明治38年）には一枚の巨大な自然石に陸軍大将桂太郎が揮毫した「笹子隧道記念碑」が甲府市の舞鶴城公園に建てられた。裏面には東宮侍講三島毅の撰文、衆議院議員若尾逸平の揮毫による工事経緯を記した漢文が記載されている。この記念碑は1993年（平成5年）に、笹子駅前に移設された。

## 電化
笹子トンネルを含む中央本線の八王子駅 - 甲府駅間は長大トンネルと急勾配が連続し、蒸気機関車牽引時代にはB6形、9600形、D50形と順次機関車が強化されてきたものの、飯田町駅から甲府駅まで片道6時間を要し、旅客もトンネルのたびに煤煙で燻された。
本トンネル開通からほどなく、1925年（大正14年）に東海道本線および横須賀線といった東京近郊での電化が完成した。当時の状況では蒸気運転と電気運転の経済的な得失の差ははっきりしていなかったものの、前述の輸送状況もあり中央本線は電化が決定された。これには当時の鉄道大臣小川平吉がこの地方を地盤としていたことも一因と推測されている。
1929年（昭和4年）1月、飯田町駅 - 甲府駅間の電化工事に着手。電化工事で従来と異なっていたのは、この区間の変電所については将来的に回生ブレーキの使用が可能なように設備が構成されていたことが挙げられる。また、この区間のトンネルはレール面上4,500 mmの天井高しかない狭小なトンネルであったが、断面の拡張は行わず特殊設計のがいしを採用してトンネル天井に取り付け、可能な限りトンネル天井に架線を近づけるようにした。それでもトンネル内の架線はレール面上4,200 mmの位置になり、標準より1,000 mm低く、一般的な客車が入線するとその屋根の上はわずか150 mmほどしか余裕がない状態となった。
東京側で完成した電化区間から順次中央線電車の運転区間が延長され、最後まで残された浅川駅（現：高尾駅） - 甲府駅間でも1931年（昭和6年）4月1日、まず旅客列車の時刻をそのままに電気機関車牽引に切り替え、同年7月1日からは貨物列車も電気機関車牽引に切り替えられた。同年7月20日のダイヤ改正によって、飯田町駅 - 甲府駅間の所要時間は約4時間に短縮され、運行本数も従来は急行1往復、普通5往復であったのが急行1往復、普通8往復に増発された。これにより中央本線は開業から28年を経て、乗務員ならびに旅客が蒸気機関車の煤煙から解放されることになった。

### 電化時の車両

#### 電気機関車

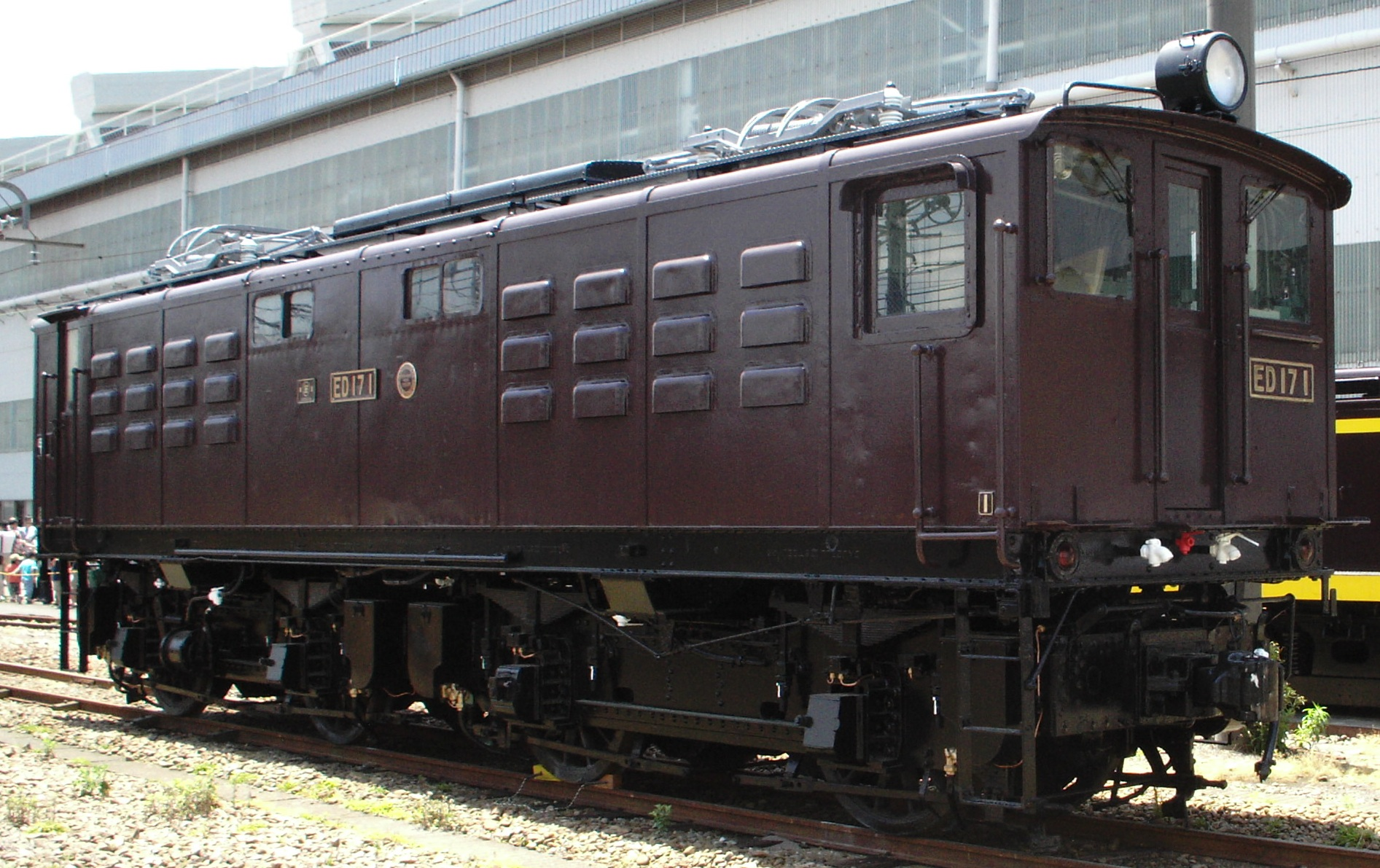
電化当初に投入されたED17形

電化当初に配置された電気機関車は東海道本線および横須賀線から転属してきた中古機で、しかも初期故障が頻発し不評を買ったイングリッシュ・エレクトリック（デッカー）製のED50形・ED51形・ED52形などの歯数比を変更して低速強トルク特性の貨物列車牽引用に改造したED17形やED18形（初代）などであった。これらは元来、平坦線で軽荷重の旅客列車を牽引すべく設計された機関車であり、横須賀線の旅客列車が電車へ置き換えられた結果余剰となり、時期の重なった中央本線電化に合わせて転属してきたものであった。これらは中央本線においてもやはり故障が多く、保守には大変苦労させられたという。特に主電動機の故障が多く、さらに曲線通過を円滑にするための先台車を持たないこれらの形式は、急曲線区間の多い中央本線では車輪のフランジの摩耗も激しく、6か月検査を待たずに使用限度に達するなどの問題があった。また台車の軸箱支持機構が各軸ごとに独立した設計で、各車軸にかかる荷重を平均化させる釣り合い梁を持たないこれらの形式は急勾配での空転も多く、砂撒き装置が頻繁に使用された結果、運転の途中で砂を補充しなければならないほどだったという。
これらの問題については、先台車および各動軸間に釣り合い梁を備えた国産のED16形、同形式を6動軸に拡大したEF10形、その改良型で回生ブレーキを搭載したEF11形などの導入に加え、ED17形などの輸入機についても順次搭載機器を国産品に交換されたことで、状況が改善された。
第二次世界大戦後は、EF10形の出力向上型にあたるEF12形の設計を大幅に簡略化した戦時設計機のEF13形が配置されたのに続き、これと同じくEF12形の後継機種で、戦後の国鉄で直流電化区間用標準貨物形機関車として量産が進められたEF15形も配置され、長く使用された。
1950年代後半になると、アメリカからの最新技術導入などで軽量かつ強力な電動機が製作可能となり、また再粘着性能を向上させるための様々な新技術が開発・実用化されたことを背景として、輸送力増強のためにより高性能な機関車が求められるようになり、まず使用条件の厳しい中央本線系統へ新型機が配置されることになった。この計画に従い、ED60形とこれをベースに回生ブレーキ機能を付加したED61形の2形式が投入され、後者が中央本線貨物列車牽引の主力形式となった。このED61形は重連総括制御機能により2両単位で大重量の貨物列車牽引に充てられていたが、回生ブレーキを使用するこの形式の場合、2両のタイヤ厚の差が大きいと各車のモーターで発生する電圧に差が生じるため、制動力が安定しないという問題があった。さらに、戦後の技術革新で変電所にシリコン整流器が導入されるようになり、電力網への回生電力の送り戻しが事実上不可能となった結果、特に列車の運行間隔の長い区間・時間帯では発生電力を消費する相手が存在しないため架線電圧が上昇しすぎて回生ブレーキが全く機能しなくなる回生失効が頻発するようにもなった。これらの問題から中央本線貨物列車でのED61形の継続使用は断念され、回生ブレーキと異なり自機搭載の抵抗で発生電力を消費・放熱するため、使用条件によらず確実にブレーキ力が得られる発電ブレーキを搭載し、さらにより強力な6動軸で1両単位での運用を可能としたEF64形が1964年に開発され、1975年までにED61形を含むほとんどの在来形式を置き換えた。
また、当時の客車列車における暖房は東海道本線の一部電化区間などで採用されていた電気暖房を除き、大半の路線では熱源となる蒸気を客車へ送って温める蒸気暖房を採用していたため、電化された区間ではこの蒸気の供給源として石炭ボイラーを搭載した暖房車が連結されており、笹子トンネルを含む区間は国鉄で暖房車が最後まで使用されていた区間であったが、前述EF64形に見られるように、蒸気発生装置（SG）を搭載する電気機関車の普及、また電気暖房自体の普及もあって、暖房車は1972年（昭和47年）までに全廃された。

#### 電車

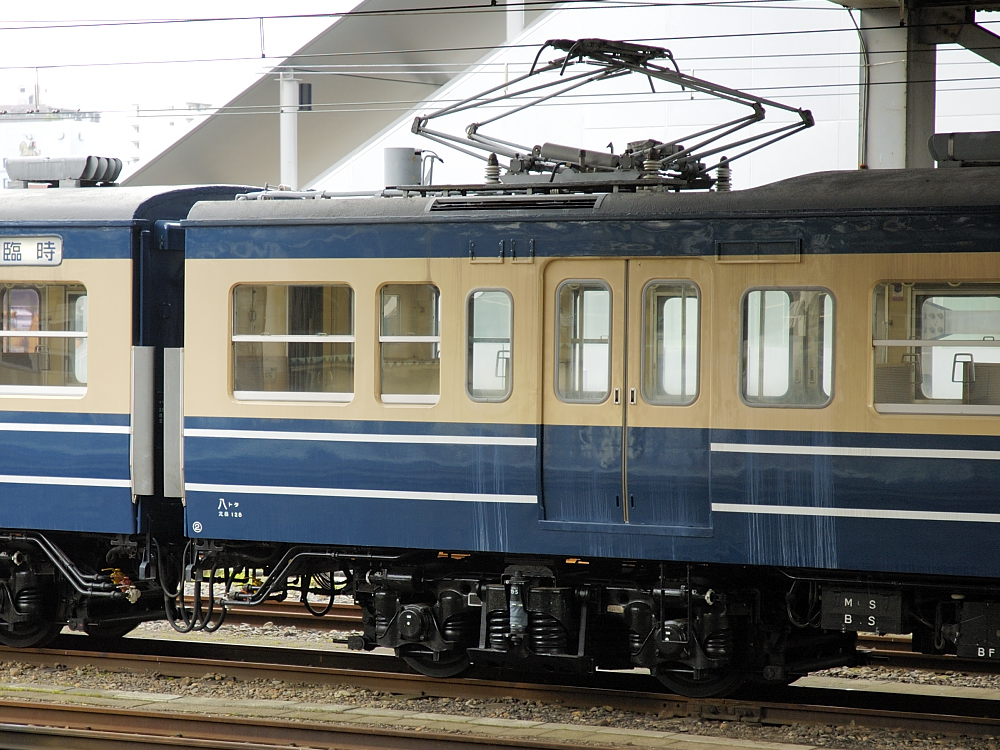
狭小断面トンネル対策車の一例、モハ114形800番台の低屋根部

前述のように笹子トンネルを含む中央東線では、狭小トンネルに対しパンタグラフの折り畳み高さが不足するため、車両側で対応することになった。
当初は115系や165系などで800番台に分類される車両などに見られるように、屋根全体を低くする、あるいはパンタグラフ搭載部を低くして低屋根車とした車両が用いられたが、後年、最小折り畳み高さを改良したPS23形パンタグラフの開発以降は、特に低屋根にすることなく対応できるようになっている。こうした狭小断面に対応できる車両では、車両形式の部分に◆マークが描いて区分された。

## 新笹子トンネルの建設
笹子トンネルは開通以来60年以上にわたり単線で列車の往来に供されてきたが、輸送需要の増加に伴い線路容量は限界に達していた。このため、国鉄では第2次5か年計画に基づき高尾駅 - 甲府駅間の複線化を決定し、最大の難工事である笹子峠についても1961年（昭和36年）から調査を開始し、1963年（昭和38年）12月に新笹子トンネルが着工された。起工式は1964年（昭和39年）1月20日に行われている。
新笹子トンネルは、既設の笹子トンネルに対し北東へ約25 m離れた位置に建設された。当初は全長4,665 mと計画されていたが、東京方の坑口での国道20号との交差の都合で5 m東京方にトンネルを延長したため、竣工時延長は4,670 mとなった。工事は東京方を第1工区として大林組が、名古屋方を第2工区として間組が請け負った。当初は第1工区2,110 m、第2工区2,255 mを契約して中間に300 mの未契約区間を残し、進捗状況を見極めて契約する方針としていたが、結果的に進捗状況はほぼ同じであったためトンネルの頂点となる地点で工区を分け、第1工区2,292 m、第2工区2,378 mとして施工された。坑口標高は東京方623.5 m、名古屋方623.1 mで、双方とも5パーミルの拝み勾配で頂点を635 mとしている。断面は単線1号形（側壁直）で、幅4.76 m、レール面上高さ5.1 mとなっている。
第1工区では、当時本来は貨物扱いをしていなかった笹子駅を臨時にセメントのみの異例扱いとして搬入し、既設線、国道20号、笹子川に挟まれた新トンネル坑口付近の狭隘な場所にセメントプラント、充電場、修理工場等を設置した。坑口から100 mほどの範囲は地質上の理由から、導坑を先に掘削してから後で全断面に切り広げる底設導坑先進上部半断面工法を採った。しかし、100 mほど先からは笹子峠の主な岩質である粘板岩に突き当たったため、全断面掘削を開始した。レッグジャンボーを用いて穿孔し、ダイナマイトで発破を行ってずりだしを行い、支保工を立てるというサイクルの繰り返しで工事が進められた。既設線との間隔の問題から装薬量は60 kg以下とする制約を受けた。既設トンネルがあるため湧水量は少ないと予想されていたが、実際には予想を上回る最大200 L/分の湧水があり、穿孔・装薬の作業に悩まされた。最大日進は14.0 m、月間最高進行は299 mを記録した。その後覆工コンクリートの施工を行い、国道20号と交差する部分については一時的に道路の付け替えを行って対応した。
第2工区では初鹿野駅（現：甲斐大和駅）の貨物扱いを利用して搬入を行い、国道から坑口までの標高差があったことから約250 mの工事用道路を仮設して取り付いた。第1工区同様に当初の50 mほどの区間を底設導坑先進上部半断面工法で工事した後は全断面工法とした。工事は順調に進められ、1965年（昭和40年）1月11日には日進16.1 mの掘削記録を達成している。1965年（昭和40年）3月18日に貫通した。
最終的に、掘削土砂の量は135,330立方メートル、覆工コンクリートは21,990立方メートル、総工費は約7億6000万円であった。工事期間中に死者はなく、笹子トンネルが着工から覆工巻き立て完了まで6年かけたのに対し新笹子トンネルは1年5か月で完了と、この間のトンネル工事技術の進歩を示した。1966年（昭和41年）12月12日に供用を開始し、既設の笹子トンネルが下り線、新笹子トンネルが上り線となった。
複線化工事と並行してトンネル周辺部の線形改良などが行われ、笹子駅のスイッチバックも25パーミル勾配の本線上に島式ホームを設置することで廃止された。

## 年表
- 1896年（明治29年）12月9日 - 笹子トンネル建設開始[1]。
- 1902年（明治35年）
  - 7月6日 - 笹子トンネル貫通[2]。
  - 11月5日 - 笹子トンネル完成[2]。
- 1903年（明治36年）2月1日 - 大月 - 初鹿野（現・甲斐大和）間開業時から供用開始。
- 1931年（昭和6年）
  - 4月1日 - 笹子トンネルを含む区間が電化開業、旅客列車を電気機関車運転に切り替え[91]。
  - 7月1日 - 貨物列車も電気機関車運転に切り替え[91]。
  - 7月20日 - 電化に伴うダイヤ改正を実施、増発・スピードアップを実現[91]。
- 1964年（昭和39年）1月20日 - 新笹子トンネル起工式[5]。
- 1965年（昭和40年）3月18日 - 新笹子トンネル貫通[99]。
- 1966年（昭和41年）12月12日 - 新笹子トンネル開通、従来の笹子トンネルは下り列車専用、新笹子トンネルは上り列車専用とする[3]。
- 1987年（昭和62年）4月1日 - 国鉄分割民営化に伴い、東日本旅客鉄道（JR東日本）に継承。
- 2009年（平成21年）2月6日 - 笹子トンネルが経済産業省近代化産業遺産に認定される[111]。
- 2011年（平成23年）4月 - 新笹子トンネルの携帯電話通信設備が供用開始される[112]。
- 2013年（平成25年）6月 - 笹子トンネルの携帯電話通信設備が供用開始される[112]。

## 歌での言及
1911年（明治44年）に制作された『中央線鉄道唱歌』（作詞: 福山寿久、作曲: 福井直秋）でも、笹子峠とトンネルは次のように歌われた。
16.いで武士（もののふ）の初狩に 手向けし征箭（そや）のあとふりて 矢立の杉も神さびし 笹子の山の峠路や
17.横に貫くトンネルは 日本一の大工事 一万五千呎（フィート）余の 常夜の闇を作りたり